# Brakpan
Brakpan is een plaats van 73.000 inwoners in Gauteng, Zuid-Afrika. In de omgeving van het dorp liggen veel goud- en uraniummijnen. Het dorp heeft dorpsrechten gekregen in 1919. De naam 'Brakpan' werd als eerst gebruikt rond 1880 voor een meer dat opdroogde in de zomer en een 'Brakpan' genoemd werd.

## Subplaatsen
Het nationaal instituut voor de statistiek, Stats SA, deelt sinds de census 2011 deze hoofdplaats in in 33 zogenaamde subplaatsen (sub place), waarvan de grootste zijn:
Brakpan CBD • Dalpark • Dalview • Ergo Squatters • Leachville • Minnebron • Tamboville.

## Geboren
- Desiré Wilson (1953), autocoureur